# IceGuys
IceGuys è un supergruppo islandese formatosi nel 2023. È costituito da Aron Can, Herra Hnetusmjör, Friðrik Dór, Jón Jónsson e Rúrik Gíslason.

## Storia del gruppo
La formazione, nata dall'idea di Jón Jónsson, ha fatto il proprio debutto nel giugno 2023 col singolo Rúlletta, arrivato in cima alla Tónlistinn. Lo stesso esito è stato replicato con la hit Krumla, rimasta al numero uno per cinque settimane consecutive a cavallo tra il 2023 il 2024. Entrambi i brani sono figurati nella top ten della graduatoria annuale islandese, rispettivamente al 7º e al 6º posto. Durante l'estate si sono anche esibiti a sopresa al festival Þjóðhátíð, tenutosi a Vestmannaeyjar.
La Síminn ha anche realizzato la serie TV IceGuys, che vede il gruppo protagonista, che è stata resa disponibile nella seconda metà del 2023 e che ha goduto di popolarità sin dai primi episodi. Nel mese di novembre è stato presentato l'EP natalizio Þessi týpísku Jól, che ha piazzato le cinque tracce nella top ten della Tónlistinn contemporaneamente e che ha esordito al 2º posto; ciononostante, il progetto ha accumulato in meno di due mesi un numero di unità equivalenti sufficienti da risultare il 18º disco più venduto nel corso dei dodici mesi pieni. Lo stesso include la traccia di successo omonima, rimasta al numero uno per tre settimane consecutive, ed è stato in seguito certificato oro dalla Félag Hljómplötuframleiðenda per le 2 500 copie. È stato inoltre promosso da tre concerti tutti esauriti presso il Kaplakriki, dove hanno partecipato quasi 10 000 persone.
Gemmér gemmér, uscito nel luglio 2024, è diventato un tormentone estivo e ha completato tre settimane al vertice della hit parade. Nell'ottobre 2024 è avvenuta la pubblicazione del loro album in studio d'esordio 1918 e del libro eponimo; l'LP, anticipato dagli estratti Rúlletta, Krumla, Stingið henni í steininn e Gemmér gemmér, ha raggiunto la cima della classifica nazionale ed è stato uno dei più consumati dell'anno. Gli IceGuys sono finiti in lizza per l'Íslensku tónlistarverðlaunin alla musica più popolare dell'anno; il premio, i cui candidati sono stati selezionati sulla base del successo commerciale, dei concerti e dall'attenzione mostrata dal pubblico, è tuttavia andato a Laufey. Hanno riempito la sede del Laugardalshöll cinque volte in due giorni a dicembre, vendendo 24 000 biglietti.
Nella seconda metà dell'anno è stata diffusa la seconda stagione della serie IceGuys, i cui primi due episodi sono stati trasmessi in anteprima nelle tre sale cinematografiche del Smárabíó. L'amministratrice delegata della Síminn, María Björk Einarsdóttir, ha dichiarato che la serie ha fatto registrare un aumento di abbonati alla piattaforma digitale dell'azienda.
Sono ritornati sulle scene musicali nel marzo 2025 col brano Stígðu inn, ennesimo ingresso nella top 10 islandese.

## Formazione
- Aron Can
- Herra Hnetusmjör
- Friðrik Dór
- Jón Jónsson
- Rúrik Gíslason

## Discografia

### Album in studio
- 2024 – 1918

### EP
- 2023 – Þessi týpísku Jól

### Singoli
- 2023 – Rúlletta
- 2023 – Krumla
- 2023 – Stingið henni í steininn
- 2024 – Gemmér gemmér
- 2024 – Sexy Ru
- 2024 – Þegar Jólin koma
- 2025 – Stígðu inn

## Filmografia
- IceGuys – serie TV, 8 episodi (2023-2024)

## Libri
- IceGuys. Heiða Björk Þórbergsdóttir, 2024, ISBN 9789935529237.